# Беллс-Корнерс
Беллс-Корнерс, англ. Bells Corners — пригородный район в канадской столице Оттава. Согласно переписи 2006 года население Беллс-Корнерс составляло 9799 человек.
Ранее Белл-Корнерс был аграрным районом с большим количеством молочных ферм. В настоящее время это район с жилой и коммерческой застройкой, окружённый Зелёным поясом, лесами и сельскохозяйственными полями.
Изначально территория входила в состав тауншипа Непин округа Карлтон[уточнить]. Район возник благодаря прокладке дороги (ныне улица Ричмонд-роуд, Richmond Road) между посёлком Ричмонд и Байтауном (старое название Оттавы). Она была названа в честь Хью Белла, который владел здесь таверной в 1834—1863 годов. Во время пожара в августе 1870 года сгорела большая часть строений Беллс-Корнерс.
Позднее территория Беллс-Корнерс была включена в состав тауншипа Непин. В 1950 года в состав Оттавы вошла большая часть территории Непина, в том числе Уэстборо, где находилась ратуша Непина, в результате чего администрация Непина переехала в ратушу в Белла-Корнерс на углу Ричмонд-роуд и Робертсон-роуд, которая использовалась с 1966 года до конца 1980-х гг., когда была сооружена новая ратуша в Сентерпойнте. Наконец, в 2001 году Непин был окончательно присоединён к Оттаве вместе с 10 другими муниципалитетами.
Восточная часть Беллс-Корнерс также известна под названием Линвуд-Вилидж, англ. Lynwood Village. Дома этого района сооружены в основном в конце 1950-х — начале 1960-х гг. Это один из первых примеров серийного строительства вдоль дороги однотипных домов (en:tract housing) в Оттаве.
Западная часть Беллс-Корнерс также известна под названием Уэстклиф-Эстейтс, англ. Westcliffe Estates. Эта община была основана в 1969 года и быстро растёт — в настоящее время в ней расположено более 2000 жилых зданий. Плотность жилой застройки здесь существенно выше, чем в восточной части. Здесь также расположен многоэтажный жилой комплекс, находящийся в управлении компании Nepean Housing, а также многоэтажные дома для пенсионеров и кооперативные дома.